# بيتر هينيسي
بيتر هينيسي هو مؤرخ وصحفي وسياسي بريطاني، ولد في 28 مارس 1947 في إدمونتون ‏ في المملكة المتحدة. انتخب عضو مجلس اللوردات ‏ وقد انضم خلال فترته النيابية (8 نوفمبر 2010 – ) للكتلة البرلمانية المقاعد المعترضة ‏.